# حمادية
حمادية إحدي بلديات ولاية تيارت الجزائرية. يحدها غربا دائرة مهدية وشمالا مدينة نيسمسيلت وجنوبا بلدية الرشايقة وشرقا بلدية بوقارة تعتبر مدينة حمادية بوابة المسافرين تتميز بكثرة المطاعم والمقاهي عل طول الطريق الرئيسي من الجانب التربوي تحتوي حمادية على أربع إكماليات و11 ابتدائية وثانوية واحدة ومن الجانب الأمني تتوفر على مقر كتيبة للدرك الوطني ومقر للأمن الوطني على طريق تيسمسيلت ومن الجانب الترفيهي تحتوي المدينة على مركب رياضي جواري .تشتهر بسوقها الأسبوعية كل يوم أربعاء الذي يحتل المرتبة الثانية ولائيا

## إدارة
تم تسمية المركز السكاني لبني مايدة، الذي تم إنشاؤه في بني عائشة (بلدية ثنةة الحد المختلطة)، باسم فيكتور هوغو Victor-Hugo بموجب قرار صادر في 12 نوفمبر 1904. وتم تحديد مصادرة الأرض بموجب مرسوم صادر في 25 يناير 1908؛ يقع المركز بعد ذلك في بلدية سيرسو المختلطة. أصبح الاسم رسميًا بموجب مرسوم صادر في 28 ديسمبر 1915.وأصبحت البلدية بموجب مرسوم مؤرخ في 30 نوفمبر 1956 تابعة لعمالة تيارت 

## وصلة خارجية
- حمادية